# U.S. Route 65
La U.S. Route 65 è un'autostrada degli Stati Uniti in direzione nord-sud che attraversa il Sud e il Centro-Ovest del Paese. Il capolinea meridionale del percorso si trova sulla U.S. Route 425 a Clayton, Louisiana. Il capolinea settentrionale è alla Interstate 35 appena a sud della Interstate 90 ad Albert Lea, Minnesota. Parti del suo percorso moderno nello Iowa e la rotta storica nel Minnesota seguono la vecchia Jefferson Highway.